# Costantino dei Paesi Bassi
Costantino dei Paesi Bassi (nome completo in olandese Constantijn Christof Frederik Aschwin; Utrecht, 11 ottobre 1969) è un principe olandese.

## Biografia

### Gioventù
Il principe Costantino, soprannominato "Tijn", è nato nel 1969 a Utrecht come terzo figlio di Claus van Amsberg e di Beatrice.
Venne battezzato nel duomo di San Martino il 21 febbraio del 1970 ed ebbe come padrini Costantino II di Grecia, Aschwin zur Lippe-Biesterfeld (zio paterno di Beatrice), Axel von dem Bussche, Max Kohnstamm e Corinne de Beaufort-Sickinghe, ex governante di sua madre e della zia Irene.
Frequentò gli studi primari alla Nieuwe Baarnsche School di Baarn e nel 1987 ottenne il certificato pre-universitario all'Eerste Vrijzinning Christelijk Lyceum dell'Aia. A cavallo con il 1988 studiò lingue sia in Francia che in Italia. Nel 1995 conseguì la laurea in legge all'Università di Leida e si specializzò in diritto civile.
Svolse un tirocinio presso l'ufficio del commissario europeo Hans van den Broek e fino al 1999 ricoprì altri ruoli all'Unione europea.
Si formò in economia aziendale all'INSEAD di Fontainebleau nel 2000, per poi lavorare alla Società finanziaria internazionale a Washington per un'estate. Trasferitosi a Londra, fu consulente di politica strategica da Booz Allen Hamilton fino alla fine del 2002.
Fu attivo come consigliere al Ministero degli affari esteri olandese dal 2003 al 2008. Da allora fu a capo dell'ufficio di Bruxelles di RAND Corporation Europe fino al 2010. Nel medesimo anno tornò alla Commissione europea in veste di consigliere e capeggiò il gabinetto di Neelie Kroes dal 2013 al 2014.

### Matrimonio e attività
Il 16 dicembre del 2000 fu annunciato ufficialmente il suo fidanzamento con Laurentien Brinkhorst (1966), secondogenita del politico Laurens Jan e di Jantien Heringa (1935), presidentessa della Fauna and Flora International dal 2012. L'unione civile si svolse il 17 maggio del 2001 all'Aia e il matrimonio religioso il 19 maggio all'interno della Chiesa Grande.
Il 1⁰ luglio del 2016 venne nominato inviato speciale dell'organizzazione non a scopo di lucro StartupDelta, oggi TechLeap.NL, finanziata da parte del Ministero degli affari economici e della politica climatica per supportare l'innovazione tecnologica olandese. Nel 2015 ha fondato Startup Fest Europe, un festival dalla durata di cinque giorni ospitato dai Paesi Bassi per consentire l'incontro tra diverse startup.
Nel 2017 creò con la moglie la Number 5 Foundation, ente che sviluppa iniziative per affrontare problemi sociali.
Dal gennaio dello stesso anno al dicembre 2018 fu un consulente della Commissione europea nell'ambito dell'innovazione creativa del mercato, in quanto membro del Gruppo di 15 Innovatori di Alto Livello.

## Patrocini
Costantino dei Paesi Bassi ricopre i seguenti incarichi:
- Membro del Comitato del Fondo Nazionale per la Crescita;
- Presidente del Prince Bernhard Nature Fund;
- Membro dell'International Network Council;
- Eisenhower Fellowship;
- Membro del consiglio di sorveglianza della Rijksakademie van beeldende kunsten;
- Presidente del consiglio di sorveglianza della Hartwig Medical Foundation;
- Presidente onorario del Fondo Prince Claus per la cultura e lo sviluppo;
- Patrono del Fondo Nazionale Strumenti Musicali;
- Patrono della World Press Photo;
- Patrono dell'Oskar Back Study Foundation per i giovani violinisti;
- Direttore della Tecnologia Digitale e della Strategia Macro presso Macro Advisory Partners;
- Edge Fellow at Deloitte Center for the Edge.

## Discendenza

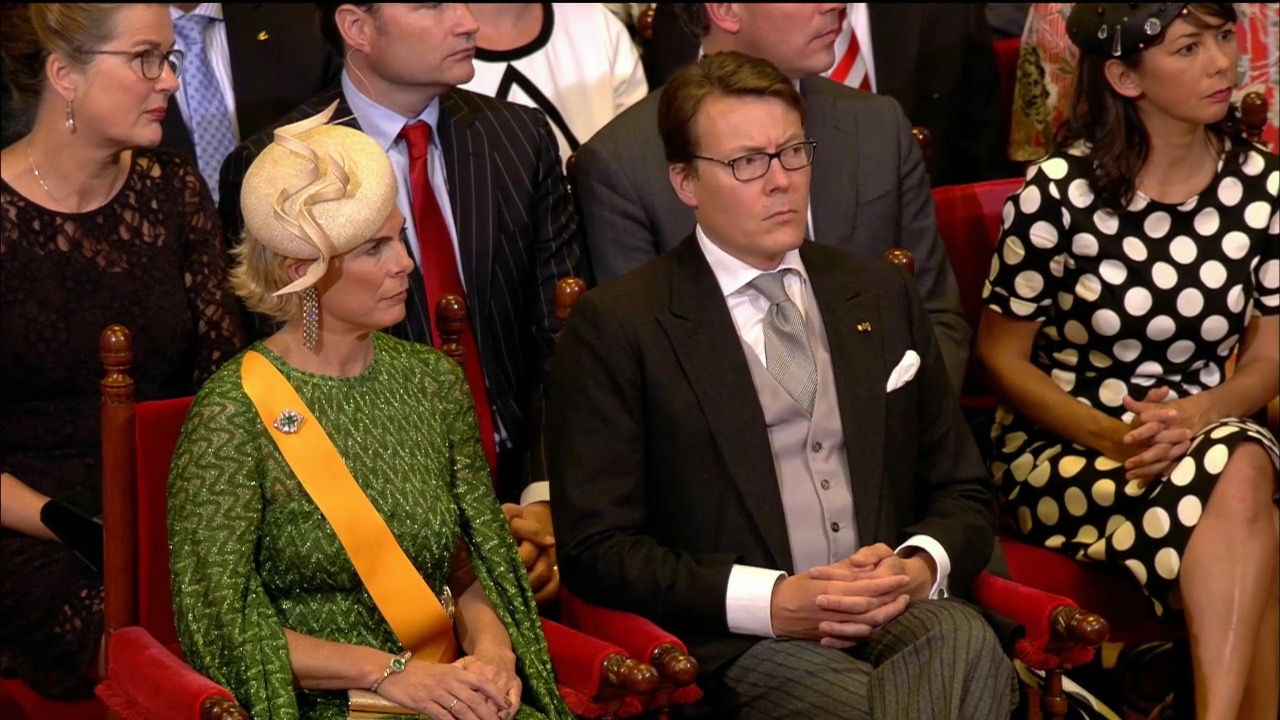
Laurentien e Costantino nel 2015

Costantino dei Paesi Bassi e Laurentien Brinkhorst hanno due figlie e un figlio:
- Contessa Eloise Beatrix Sophie Laurence, Jonkvrouwe van Amsberg (L'Aia, 8 giugno 2002);
- Conte Claus-Casimir Bernhard Marius Max, Jonkheer van Amsberg (L'Aia, 21 marzo 2004);
- Contessa Leonore Marie Irene Enrica, Jonkvrouwe van Amsberg (L'Aia, giugno 2006).

## Titoli e trattamento
- 11 ottobre 1969 - attuale: Sua Altezza Reale, il principe Costantino dei Paesi Bassi, principe di Orange-Nassau, signore van Amsberg

## Onorificenze

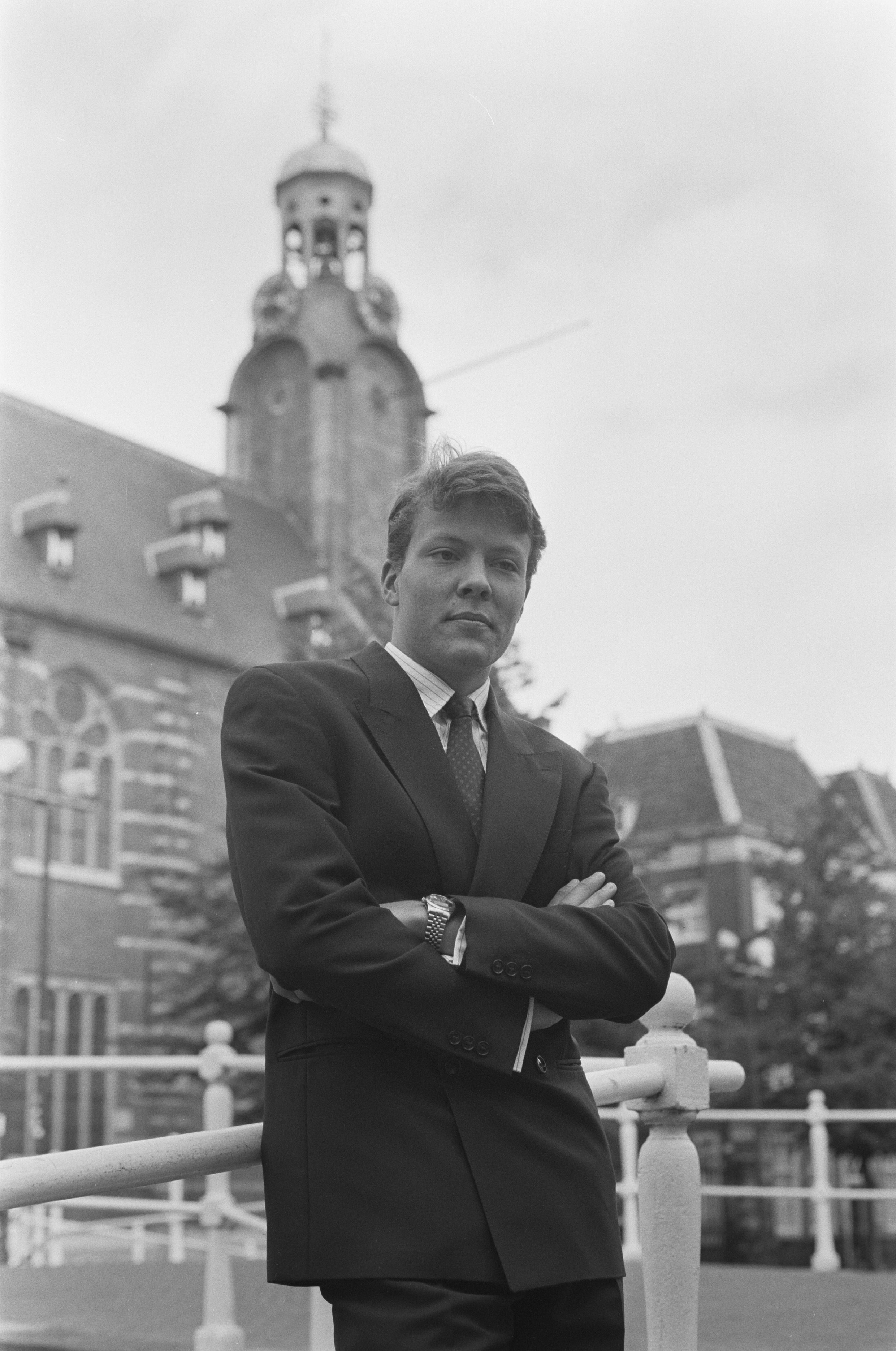
Il principe Costantino nel 1988.

## Ascendenza
|                                    |                               |                                     | Genitori                                        |  |  | Nonni |  |  | Bisnonni            |  |  | Trisnonni           |  |
|                                    |                               |                                     |                                                 |  |  |       |  |  | Wilhelm von Amsberg |  |  | Gabriel von Amsberg |  |
|                                    |                               |                                     |                                                 |  |  |       |  |  | Wilhelm von Amsberg |  |  | Gabriel von Amsberg |  |
|                                    |                               | Marie von Passow                    |                                                 |  |  |       |  |  | Wilhelm von Amsberg |  |  |                     |  |
| Klaus Felix von Amsberg            |                               |                                     |                                                 |  |  |       |  |  | Wilhelm von Amsberg |  |  |                     |  |
|                                    |                               | Elise von Vieregge                  | Leopold von Vieregge                            |  |  |       |  |  |                     |  |  |                     |  |
|                                    |                               | Elise von Vieregge                  | Leopold von Vieregge                            |  |  |       |  |  |                     |  |  |                     |  |
|                                    |                               | Elise von Vieregge                  | Agnes von Gutschmid                             |  |  |       |  |  |                     |  |  |                     |  |
| Claus van Amsberg                  |                               | Elise von Vieregge                  |                                                 |  |  |       |  |  |                     |  |  |                     |  |
|                                    |                               | Georg von dem Bussche-Haddenhausen  | Julius von dem Bussche-Haddenhausen             |  |  |       |  |  |                     |  |  |                     |  |
|                                    |                               | Georg von dem Bussche-Haddenhausen  | Julius von dem Bussche-Haddenhausen             |  |  |       |  |  |                     |  |  |                     |  |
|                                    |                               | Georg von dem Bussche-Haddenhausen  | Juliana Augusta Henriette Mathilde von Salviati |  |  |       |  |  |                     |  |  |                     |  |
| Gösta von dem Bussche-Haddenhausen |                               | Georg von dem Bussche-Haddenhausen  |                                                 |  |  |       |  |  |                     |  |  |                     |  |
|                                    |                               | Gabriëlle von dem Bussche-Ippenburg | Friedrich von dem Bussche-Ippenburg             |  |  |       |  |  |                     |  |  |                     |  |
|                                    |                               | Gabriëlle von dem Bussche-Ippenburg | Friedrich von dem Bussche-Ippenburg             |  |  |       |  |  |                     |  |  |                     |  |
|                                    |                               | Gabriëlle von dem Bussche-Ippenburg | Barbara Warinka von Chelius                     |  |  |       |  |  |                     |  |  |                     |  |
| Costantino di Orange-Nassau        |                               | Gabriëlle von dem Bussche-Ippenburg |                                                 |  |  |       |  |  |                     |  |  |                     |  |
|                                    | Bernardo di Lippe-Biesterfeld | Ernesto II di Lippe-Biesterfeld     |                                                 |  |  |       |  |  |                     |  |  |                     |  |
|                                    | Bernardo di Lippe-Biesterfeld | Ernesto II di Lippe-Biesterfeld     |                                                 |  |  |       |  |  |                     |  |  |                     |  |
|                                    | Bernardo di Lippe-Biesterfeld | Carolina di Wartensleben            |                                                 |  |  |       |  |  |                     |  |  |                     |  |
| Bernhard van Lippe-Biesterfeld     | Bernardo di Lippe-Biesterfeld |                                     |                                                 |  |  |       |  |  |                     |  |  |                     |  |
|                                    |                               | Armgard van Sierstorpff-Cramm       | Aschwin di Sierstorpff-Cramm                    |  |  |       |  |  |                     |  |  |                     |  |
|                                    |                               | Armgard van Sierstorpff-Cramm       | Aschwin di Sierstorpff-Cramm                    |  |  |       |  |  |                     |  |  |                     |  |
|                                    |                               | Armgard van Sierstorpff-Cramm       | Edvige di Sierstorpff-Driburg                   |  |  |       |  |  |                     |  |  |                     |  |
| Beatrice dei Paesi Bassi           |                               | Armgard van Sierstorpff-Cramm       |                                                 |  |  |       |  |  |                     |  |  |                     |  |
|                                    |                               | Enrico di Meclemburgo-Schwerin      | Federico Francesco II di Meclemburgo-Schwerin   |  |  |       |  |  |                     |  |  |                     |  |
|                                    |                               | Enrico di Meclemburgo-Schwerin      | Federico Francesco II di Meclemburgo-Schwerin   |  |  |       |  |  |                     |  |  |                     |  |
|                                    |                               | Enrico di Meclemburgo-Schwerin      | Maria di Schwarzburg-Rudolstadt                 |  |  |       |  |  |                     |  |  |                     |  |
| Giuliana dei Paesi Bassi           |                               | Enrico di Meclemburgo-Schwerin      |                                                 |  |  |       |  |  |                     |  |  |                     |  |
|                                    |                               | Guglielmina dei Paesi Bassi         | Guglielmo III dei Paesi Bassi                   |  |  |       |  |  |                     |  |  |                     |  |
|                                    |                               | Guglielmina dei Paesi Bassi         | Guglielmo III dei Paesi Bassi                   |  |  |       |  |  |                     |  |  |                     |  |
|                                    |                               | Guglielmina dei Paesi Bassi         | Emma di Waldeck e Pyrmont                       |  |  |       |  |  |                     |  |  |                     |  |
|                                    |                               | Guglielmina dei Paesi Bassi         |                                                 |  |  |       |  |  |                     |  |  |                     |  |